# جوتا أماتا
جوتا أماتا (بالإنجليزية: Jeta Amata)‏، (مواليد 21 أغسطس 1974) هُو مُنتج ومُخرج أفلام نيجيري.

## وصلات خارجية
- جوتا أماتا على موقع IMDb (الإنجليزية)
- جوتا أماتا على موقع ألو سيني (الفرنسية)
- جوتا أماتا على موقع أول موفي (الإنجليزية)
- جوتا أماتا على موقع قاعدة بيانات الفيلم (الإنجليزية)
- جوتا أماتا على موقع كينوبويسك (الروسية)